# Hans Biebow
Hans Biebow né le 18 décembre 1902 à Brême, mort le 23 juin 1947 à Łódź est un membre du parti nazi. Il est nommé en mai 1940 chef de l'administration nazie du Ghetto de Łódź.
Muni d'un diplôme commercial, il commence sa carrière professionnelle dans le commerce de céréales à Brême puis à Göttingen. Il monte sa propre entreprise dans le commerce d'importation de café. Il suit en septembre 1939 l'armée allemande en Pologne. Il est chargé de diriger le bureau de l'alimentation et de l'économie du ghetto. En mai 1940, il sera nommé chef de l'administration générale du ghetto (Gettoverwaltung Litzmannstadt).
À partir d'octobre 1940, Hans Biebow et son administration sont placés sous l'autorité du maire allemand (kommissarischer Oberbürgermeister) de Łódź Dr Karl Marder, dans le but de créer dans le ghetto une économie de production spécifique (ein Grossbetrieb sui generis, selon les termes de Karl Marder) sur le modèle d'une grande entreprise associée au système économique allemand et qui à terme permettrait l'auto-suffisance de la population juive du ghetto .
En 1945, il se cache en Allemagne mais reconnu par un survivant du ghetto, il est arrêté, extradé, jugé en avril 1947 pour avoir organisé la déportation de Juifs du ghetto vers le camp d'extermination de Chelmno puis condamné à mort par pendaison. Il est exécuté à Łódź le 23 juin 1947